# Chích bông đầu hung
Chích bông đầu hung (danh pháp hai phần: Phyllergates heterolaemus) là một loài chim trong họ Cettiidae.